# 子鹿物語 (1946年の映画)
『子鹿物語』（こじかものがたり、The Yearling）は、1946年のアメリカ合衆国のファミリー映画。監督はクラレンス・ブラウン、出演はグレゴリー・ペックとジェーン・ワイマンなど。マージョリー・キナン・ローリングスが1938年に発表した同名小説を原作とし、シドニー・フランクリンがプロデュースし、メトロ・ゴールドウィン・メイヤーがテクニカラーで公開した。『仔鹿物語』との日本語タイトルが使われる場合もある。
1994年には、ピーター・ストラウスとジーン・スマート主演のテレビ映画としてリメイクされた。
日本ではパブリックドメインDVDとして複数のメーカーから発売されており、2021年4月1日にNHK BSプレミアム『プレミアムシネマ』で字幕スーパーで初放送された。

## キャスト
| 役名                                        | 俳優                         | 日本語吹替                                                 | 日本語吹替                                               | 日本語吹替 | 日本語吹替   | 日本語吹替 | 日本語吹替                                                              | 日本語吹替        |
| 役名                                        | 俳優                         | NETテレビ旧版                                              | NETテレビ新版                                            | NHK総合版  | 日本テレビ版 | NHK-BS2版  | テレビ東京版                                                            | PDDVD版           |
| ------------------------------------------- | ---------------------------- | ---------------------------------------------------------- | -------------------------------------------------------- | ---------- | ------------ | ---------- | ----------------------------------------------------------------------- | ----------------- |
| エズラ（ペニー）・バクスター                | グレゴリー・ペック           | 城達也                                                     | 城達也                                                   | 柳生博     | 塚本信夫     | 荻島真一   | 森田順平                                                                | 咲野俊介          |
| オーリー・バクスター                        | ジェーン・ワイマン           | 麻生美代子                                                 | 麻生美代子                                               | 市原悦子   | 奈良岡朋子   | 田島令子   | 田中敦子                                                                | 紗ゆり            |
| ジョディ・バクスター                        | クロード・ジャーマン・Jr.    | 太田淑子                                                   | 太田淑子                                                 | 武藤礼子   |              | 大友大輔   | 矢島晶子                                                                | 浅井晴美          |
| バック・フォレスター                        | チル・ウィルス               | 吉沢久嘉                                                   | 塩見竜介                                                 |            |              |            | 小室正幸                                                                | 河本邦弘          |
| パー（父）・フォレスター                    | クレム・ビヴァンス           | 北村弘一                                                   | 北村弘一                                                 |            |              |            |                                                                         | 芦澤孝臣          |
| マー（母）・フォレスター                    | マーガレット・ワイチャーリイ | 沼波輝枝                                                   | 沼波輝枝                                                 |            |              |            |                                                                         | 瀬尾恵子          |
| ミスター・ボイルズ （店主）                 | ヘンリー・トラヴァース       |                                                            |                                                          |            |              |            |                                                                         |                   |
| レム・フォレスター                          | フォレスト・タッカー         | 近石真介                                                   | 青野武                                                   |            |              | 玄田哲章   | 大塚芳忠                                                                | 田坂浩樹          |
| フォダーウィング・フォレスター              | ドン・ギフト                 | 野沢雅子                                                   | 野沢雅子                                                 |            | 内海敏彦     |            |                                                                         |                   |
| アーチ・フォレスター                        | アーサー・ホール             |                                                            |                                                          |            |              |            |                                                                         |                   |
| トゥインク・ウェザビー （オリヴァーの恋人） | ジューン・ロックハート       |                                                            |                                                          |            |              |            | 近藤玲子                                                                | 三宅華也          |
| パック・フォレスター                        | ジョージ・マン               |                                                            |                                                          |            |              |            |                                                                         |                   |
| ミスター・レンジャー                        | ハウスリー・スティーヴンソン |                                                            |                                                          |            |              |            |                                                                         |                   |
| ユーラリー・ボイルズ （店の幼い娘）         | ジョーン・ウェルズ           |                                                            |                                                          |            |              |            |                                                                         |                   |
| ミルウィール・フォレスター                  | ダン・ホワイト               |                                                            |                                                          |            |              |            |                                                                         |                   |
| ギャビー・フォレスター                      | マット・ウィリス             |                                                            |                                                          |            |              |            |                                                                         |                   |
| ウィルソン医師                              | チック・ヨーク               |                                                            |                                                          |            |              |            |                                                                         |                   |
| オリヴァー・ハットー （店主の甥）           | ジェフ・ヨーク               |                                                            |                                                          |            |              |            |                                                                         | 丸山壮史          |
| その他                                      |                              | 和田啓 松島みのり 山本嘉子 大矢兼臣 香山裕 緑川稔 池田一臣 | 寄山弘 山本嘉子 西山連 緑川稔 石井敏郎 清川元夢 浅井淑子 |            |              |            | 坂東尚樹 相沢正輝 西凛太朗 佐々木敏 竹口安芸子 仲野裕 斎藤志郎 根本圭子 | 西垣俊作 小浅和大 |

- NETテレビ旧版：初回放送1966年10月22日『土曜洋画劇場』
- NETテレビ新版：初回放送1972年10月22日『日曜洋画劇場』
- NHK総合版：初回放送1974年5月5日『劇映画[6]』
- 日本テレビ版：初回放送1976年5月5日『水曜ロードショー』
- NHK-BS2版：初回放送1991年7月27日『衛星映画劇場[7]』
- テレビ東京版：初回放送2006年6月28日『午後のロードショー』

## スタッフ
- 監督：クラレンス・ブラウン
- 製作：シドニー・A・フランクリン
- 原作：マージョリー・キナン・ローリングス『子鹿物語』
- 脚色：ポール・オズボーン、ジョン・リー・メイヒン（英語版）[注 1]
- 撮影：チャールズ・ロッシャー、レナード・スミス（英語版）、アーサー・アーリング（英語版）
- 音楽：ハーバート・ストサート（英語版）
- 編曲：アルバート・センドリー（英語版）[注 1]
- 編集：ハロルド・F・クレス

### 日本語版
|      | NETテレビ旧版   | NETテレビ新版  | 日本テレビ版             | テレビ東京版                | PDDVD版                  |
| ---- | --------------- | -------------- | ------------------------ | --------------------------- | ------------------------ |
| 演出 | 山田悦司        | 山田悦司       |                          | 蕨南勝之                    | 大前剛                   |
| 翻訳 | 木原たけし      | 木原たけし     |                          | たかしまちせこ              | 有尾さゆり               |
| 調整 | 栗林秀年        | 栗林秀年       |                          | 手塚孝太郎                  | 遠西勝三                 |
| 効果 | 重秀彦 芦田公雄 | 赤塚不二夫 PAG |                          | リレーション                | 小川高松 恵比須弘和      |
| 制作 | 東北新社        | 東北新社       | オムニバスプロモーション | HALF H・P STUDIO テレビ東京 | ミックエンターテイメント |

## 製作
MGMは当初、原作者のマージョリー・キナン・ローリングスをコンサルタント兼ロケーションスカウトとして迎え、監督にビクター・フレミング、主演にスペンサー・トレイシーを起用し、1941年に製作を開始した。だが、現場では様々なトラブルがあったためトレイシーは降板。これにより、撮影開始からわずか3週間で製作は棚上げされた。
その後、クラレンス・ブラウンが新しい監督として雇われた後、製作は1945年に再開。改めて主演にグレゴリー・ペックを起用した。ブラウンは完璧な映画を作ることを目指したため、1シーンの平均テイク数は20～21だったという。また、熊狩りのシーンではリアリティを持たせるため、ブラウンは撮影に本物の狩猟犬を使っている。
撮影は、フロリダ州オカラ国有林内のジュニパープレーリー荒野で行われた。公開後、付近のハイキングコースは本作にちなんで「The Yearling Trail」と名付けられた。
小鹿の寝そべる場面の撮影時、カメラが接近しても小鹿は逃げたりしなかった。これについて、撮影が暑い時期であったため土の中に大量のドライアイスを仕込んだところ、小鹿がそこから離れようとしなくなったことから撮影に成功したという。

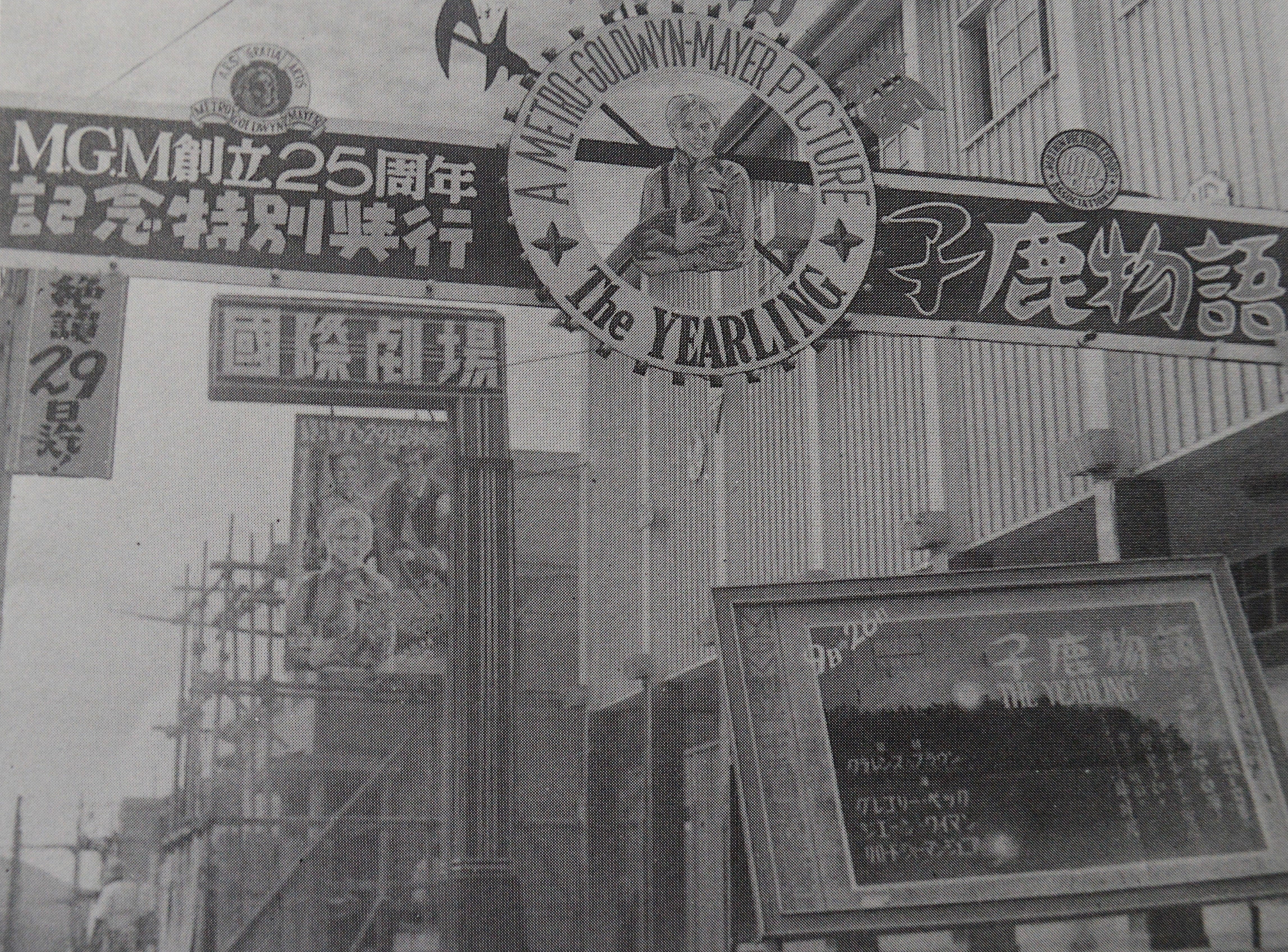
1949年、静岡国際劇場での上映告知看板。

## 評価
ハリウッド・リポーターは「めったに匹敵しない感情的な経験」を提供すると記した。 バラエティでは、本作について「心温まる物語」とし、その「根底にある力は印象的」であり「アンダープレイは時々静的すぎるが、興味が遅れるのと同じように、監督は別のハイライトを注入する」と評した。淀川長治は、「かかる名作となると胸を張って"お家族そろってご覧ください"としゃべれる」と『日曜洋画劇場』で本作を放送したことにも触れながら評している。
米国とカナダで4,768,000ドル、その他の国で2,831,000ドルを稼ぎ、1946年にMGMで最も成功した映画になった。ただし、製作費用が高かったため利益はわずか451,000ドルだったという。

## 受賞歴
| Award                     | Category             | Nominee(s)                                                      | Result     |
| ------------------------- | -------------------- | --------------------------------------------------------------- | ---------- |
| 第19回アカデミー賞        | 作品賞               | -                                                               | ノミネート |
| 第19回アカデミー賞        | 監督賞               | クラレンス・ブラウン                                            | ノミネート |
| 第19回アカデミー賞        | 主演男優賞           | グレゴリー・ペック                                              | ノミネート |
| 第19回アカデミー賞        | 主演女優賞           | ジェーン・ワイマン                                              | ノミネート |
| 第19回アカデミー賞        | 美術賞（カラー作品） | セドリック・ギボンズ ポール・グロッシー エドウィン・B・ウィリス | 受賞       |
| 第19回アカデミー賞        | 撮影賞（カラー作品） | チャールズ・ロッシャー レナード・スミス アーサー・アーリング    | 受賞       |
| 第19回アカデミー賞        | 編集賞               | ハロルド・F・クレス                                             | ノミネート |
| 第19回アカデミー賞        | 子役賞               | クロード・ジャーマン・Jr.                                       | 受賞       |
| 第4回ゴールデングローブ賞 | 主演男優賞           | グレゴリー・ペック                                              | 受賞       |